# Vietnams damlandslag i fotboll
Vietnams damlandslag i fotboll (vietnamesiska: Đội tuyển bóng đá nữ quốc gia Việt Nam) representerar Vietnam i fotboll på damsidan. Dess förbund är Vietnams fotbollsförbund (VFF). Lagets huvudtränare är Mai Đức Chung.
2023 spelar Vietnam nationens första världsmästerskap i fotboll.

## Spelartrupp
Följande spelare ingår i spelartruppen i VM 2023 som spelas i Australien och Nya Zeeland.
- Matcher och mål är uppdaterade per den 19 juli 2023.

| Nr | Pos. | Namn                  | Födelsedatum (ålder)      | Matcher | Mål |          | Klubb             |
| -- | ---- | --------------------- | ------------------------- | ------- | --- | -------- | ----------------- |
| 1  | MV   | Đào Thị Kiều Oanh     | 25 januari 2003 (20 år)   | 0       | 0   | Vietnam  | Hanoi             |
| 2  | F    | Lương Thị Thu Thương  | 1 maj 2000 (23 år)        | 23      | 0   | Vietnam  | Than KSVN         |
| 3  | F    | Chương Thị Kiều       | 19 augusti 1995 (27 år)   | 89      | 5   | Vietnam  | Ho Chi Minh City  |
| 4  | F    | Trần Thị Thu          | 15 januari 1991 (32 år)   | 32      | 2   | Vietnam  | Ho Chi Minh City  |
| 5  | F    | Hoàng Thị Loan        | 6 februari 1995 (28 år)   | 41      | 2   | Vietnam  | Hanoi             |
| 6  | F    | Trần Thị Thúy Nga     | 28 december 1991 (31 år)  | 4       | 0   | Vietnam  | Thai Nguyen T&T   |
| 7  | MF   | Nguyễn Thị Tuyết Dung | 13 december 1993 (29 år)  | 119     | 51  | Vietnam  | Phong Phu Ha Nam  |
| 8  | MF   | Trần Thị Thùy Trang   | 8 augusti 1988 (34 år)    | 60      | 7   | Vietnam  | Ho Chi Minh City  |
| 9  | A    | Huỳnh Như             | 28 november 1991 (31 år)  | 103     | 67  | Portugal | Länk Vilaverdense |
| 10 | F    | Trần Thị Hải Linh     | 8 juni 2001 (22 år)       | 18      | 0   | Vietnam  | Hanoi             |
| 11 | MF   | Thái Thị Thảo         | 12 februari 1995 (28 år)  | 46      | 12  | Vietnam  | Hanoi             |
| 12 | A    | Phạm Hải Yến          | 9 november 1994 (28 år)   | 76      | 42  | Vietnam  | Hanoi             |
| 13 | F    | Lê Thị Diễm My        | 6 mars 1994 (29 år)       | 14      | 0   | Vietnam  | Than KSVN         |
| 14 | MV   | Trần Thị Kim Thanh    | 18 september 1993 (29 år) | 48      | 0   | Vietnam  | Ho Chi Minh City  |
| 15 | A    | Nguyễn Thị Thúy Hằng  | 4 mars 2000 (23 år)       | 16      | 5   | Vietnam  | Than KSVN         |
| 16 | MF   | Dương Thị Vân         | 20 december 1994 (28 år)  | 42      | 2   | Vietnam  | Than KSVN         |
| 17 | F    | Trần Thị Thu Thảo     | 15 januari 1993 (30 år)   | 44      | 3   | Vietnam  | Ho Chi Minh City  |
| 18 | A    | Vũ Thị Hoa            | 6 november 2003 (19 år)   | 6       | 0   | Vietnam  | Hanoi             |
| 19 | MF   | Nguyễn Thị Thanh Nhã  | 25 september 2001 (21 år) | 28      | 7   | Vietnam  | Hanoi             |
| 20 | MV   | Khổng Thị Hằng        | 10 oktober 1993 (29 år)   | 29      | 0   | Vietnam  | Than KSVN         |
| 21 | MF   | Ngân Thị Vạn Sự       | 29 april 2001 (22 år)     | 27      | 6   | Vietnam  | Hanoi             |
| 22 | F    | Nguyễn Thị Mỹ Anh     | 27 november 1994 (28 år)  | 25      | 0   | Vietnam  | Thai Nguyen T&T   |
| 23 | MF   | Nguyễn Thị Bích Thùy  | 1 maj 1994 (29 år)        | 64      | 13  | Vietnam  | Ho Chi Minh City  |